# Tha Trademarc
Mark Predca (Peabody, 21 de abril de 1975), mais conhecido pelo nome artístico Tha Trademarc, é um rapper estadunidense. Sua primeira aparição mundial foi juntamente com seu primo, John Cena, lutador da WWE, quando colaborou no álbum You Can't See Me, de 2005. Junto com Cena, ele apareceu nos videoclipes das músicas Bad Bad Man e Right Now.
Em 2008, Trademarc lançou seu primeiro álbum solo, Inferiority Complex. Trademarc também participou de uma storyline na Total Nonstop Action Wrestling (TNA), onde era o namorado (kayfabe) de Karen Angle.

## Discografia

### Com John Cena
- You Can't See Me (2005)

### Álbuns solo
- Inferiority Complex (2008)